# 記者クラブ
記者クラブ（きしゃクラブ）は、公的機関や業界団体などの各組織の継続取材を目的とするために大手メディアが中心となって構成されている任意組織（記者クラブ一覧）。英語では「Kisha club」ないしは「kisha kurabu」と表記される。

## 組織
記者クラブは法人としての登記がなされていない私的な組織で、主に大手メディアが構成する。日本には約800の記者クラブがあり、中央省庁・国会・政党を初め、企業・業界団体、地方自治体の役場などに置かれている（詳細は記者クラブ一覧を参照）。記者室の「ボード」に書かれた約束事は「黒板協定」「クラブ協定」「しばり（縛り）」などと呼ばれる。中央官庁の大臣会見は省庁が主催するケースも多いが、記者クラブ主催の方が、記者クラブ外からの参加に柔軟な場合もある（詳細は記者会見を参照）。

### 機能
日本新聞協会は記者クラブの機能を「公的情報の迅速・的確な報道」、「公権力の監視と情報公開の促進」、「誘拐報道協定など人命・人権にかかわる取材・報道上の調整」、「市民からの情報提供の共同の窓口」と定義している。

### 構成員
記者クラブの構成員は主として大手メディアの記者である。日本新聞協会は「日本新聞協会加盟社とこれに準ずる報道機関から派遣された記者などで構成」されていると説明する。また外国報道機関が加盟するクラブは少数にとどまる（新聞協会は「増えつつある」としている）。
加盟社の記者は新聞社やテレビ局であっても、ストレートニュース（主観や分析を交えず事実のみを記す記事）を中心とする通信社的仕事を行う。そのため、担当する対象に常駐して取材を行っており、日本新聞協会も構成員の「継続的な取材」にこだわっている。

### 閉鎖性
日本新聞協会は入会資格を「公権力の行使を監視するとともに、公的機関に真の情報公開を求めていく社会的責務」「報道という公共的な目的を共有」「記者クラブの運営に、一定の責任」「最も重要なのは、報道倫理の厳守」と説明している。
実際に外国メディアへの入会を巡って激しい交渉が行われた（詳細は外国人記者を参照）。クラブのその排他性から「情報カルテル」「談合」「護送船団方式」と表現されることもある。
入会を希望するジャーナリストの中には、クラブの一員になりたいのではなく、記者会見で取材がしたいだけという者もいた。
これまでOECDや欧州議会、ニューヨーク・タイムズが記者クラブの閉鎖性を強く指摘している。

### 世界の「プレスクラブ」
プレスクラブとは記者同士の親睦を深めるための私的な団体である。よく知られたものにアメリカのナショナル・プレスクラブや日本の日本記者クラブ、日本外国特派員協会などがあり、そのほかの多くの国にも存在する。プレスクラブは自前の建物に娯楽設備などを用意し、勉強会や、ピクニックなどのイベントで国籍などにかかわらず記者としての交友を深めるのが目的である。ただし、日本、ガボン、ムガベ政権下のジンバブエに特有なのは、加入対象となるメディアが限定されていること、記者室の提供など、政府機関から記者クラブに便宜が供与されることである。

## 取材活動
事件などのその性質によっては記者クラブの内部でも報道協定で取材を制限することもある。
特に制度として確立しているのは身代金目的誘拐事件が発生した場合の誘拐報道協定である。犯人が「警察に通報すれば人質を殺害する」などと脅迫し、事件が報道されれば警察が捜査していることが犯人に露見し人質に危険が及ぶことから、報道を各社間の協定で控える。また大きな事件、事故の関係者のところに多数の記者が集まる「集団的過熱取材」（メディアスクラム）が起きた場合に、地元の記者クラブなどが中心となって取材の自粛や制限を申し合わせることもある。
上杉隆は著書で、それが顕著に表れているのが「メモ合わせ」であり、クラブに加盟している記者は別会社の記者同士であるにもかかわらず、取材メモを見せ合っていると主張している。ただし同書は、「メモ合わせ」は政治家の声がよく聞き取れなかったときにその場にいた記者同士で語句を確認するためだともしている。2012年7月には読売新聞記者が取材メモを同じ記者クラブ所属の他社記者に誤ってメールで送信し、メモ内容を社外に流出させたために諭旨解雇処分となっており、取材メモは記者クラブ記者にとっても普通は厳秘である。この件では担当記者の他、編集局長が更迭、社会部長が降格などの処分を受ける事態になった。
記者クラブの特権を利用して他社を出し抜く、横並びを壊す行為は問題視されることがあり、状況によっては記者クラブから追放されるケースもある。日本新聞協会は「記者クラブは公権力に情報公開を迫る組織として誕生した歴史がある」とする。

## 歴史

### 草創期
1874年（明治7年）の民選議院設立の建白書報道の扱いを巡って、太政官が新聞紙条例を制定し言論に対する圧力を高めた状況があった。記者クラブの始まりについて内川芳美は、とくに信頼できる資料はないが、自然発生的にできたのだろうとしている。また古老によると丸の内の原っぱの木の下で記者が集まり情報交換をしたとされるが、意外にそうしたものかもしれないとしている。当時の新聞記者の社会的地位は低く、官庁が傍に寄せ付けなかった。同時に法令を周知させる新聞が必要と理解するようになった。

### 記者クラブの発生
1890年（明治23年）、第1回帝国議会が開催されたが、議会側が示した新聞記者取材禁止の方針に対して、『時事新報』の記者が在京各社の議会担当に呼びかけ「議会出入記者団」を結成し、取材用傍聴席の確保や議事筆記の作成で協力を図った。10月にはこれに全国の新聞社が合流し、名称を「共同新聞記者倶楽部」と改めた。しかし、実態は数人の記者のたまり場にすぎず、中級官僚に面会できる程度であった。
この共同新聞記者倶楽部は、のちに同盟新聞記者倶楽部（現在の国会記者会の前身）となる。1924年（大正13年）の同盟新聞記者倶楽部は「政府の許可を得たる全国新聞通信社」（管轄官庁に保証金を納付する有保証金紙かつ発刊回数が日刊の日刊紙）で、かつ継続して２年以上発行している新聞により組織され、当時は中央紙（東京、大阪）19、地方紙74、通信社25で組織され、衆議院内に事務所を置いていた。これが現在の国会記者会館に繋がる。
首相官邸、並びに官庁記者クラブがいつ出来たかは、はっきりした資料はない。小野秀雄は「日本新聞史」のなかで、外務省の外交研究会が北清事変後に霞倶楽部へ変わり、次いで陸軍省・参謀本部担当の北斗会（のち辛酉倶楽部）、政友会の「十日会」が出来たとしているが、官庁クラブはほぼ日清戦争後に出来たのは間違いないようである。

### 発展期
1915年（大正4年）には大蔵省の財政会、大審院の司法記者倶楽部、文部省の竹橋倶楽部、農商務省の産業研究会、逓信省の逓信記者倶楽部、商工時事問題を扱う千代田倶楽部、株式市場の兜会、米穀商品取引所の瑞穂会、宮内省の菊花倶楽部、内務省担当の大手倶楽部、中正会担当の中正記者会など、組織別・政党別の記者クラブが存在した。日露戦争に伴い、海軍省を担当する黒潮会が創設された。その他、憲兵担当の茜倶楽部が存在した。
このように大正時代に入ると本格的な記者クラブがつくられ、新聞紙条例、新聞紙法などの制約は存在したが、昭和初期までに、取材の自由を勝ち取っていった。この時期の記者クラブのほとんどは記者が個人個人で直接加入するものだった。
記者クラブはいわば、野党的な存在であり、取材先の政府や自ら属する新聞社とも喧嘩をした。政府も手を焼き、新聞社の統御からも外れた一大勢力に対して、新聞社幹部からなる二十一日会は浜口首相狙撃事件の際に記者倶楽部再編案を作成した。結局は取り下げたが下地は出来ていた。

### 新聞統合による再編成
1931年に満州事変が起きてから新聞が飛ぶように売れ、各社は自発的に親軍化していった。しかし、日中戦争の長期化により政府があらゆる物資を一元管理する経済新体制に入り、企業は利潤第一から国家の要求に応えて生産をすることが目的となった。この積極的な動機と、新聞側も用紙の配給で締め付けられた消極的な動機により大新聞を含む中央紙、地方紙は自主的な統制団体として、内閣及び内務省を主務官庁とする社団法人の日本新聞連盟を発足させた。連盟は最高議決機関の理事会の諮問機関として編集業務については編集委員会を置き、ここに問題を研究させた。1941年の8月に編集委員会は記者クラブの改編案を作成し11月に完成。連盟と情報局が揉んだあとに閣議を経て情報局より各新聞社に通達された。この意味において、実質的に新聞が自ら規約を作成したのが「記者会規約」である。ちなみに規約によりクラブに加盟できるのは朝日、毎日、読売といった連盟の理事社で中央、地方併せて14社に限られる。
規約により加盟は記者個人から会社単位となり、役所の発表を取材して右から左へ発表報道をおこなう翼賛クラブが1官公庁1クラブだけ認められた。取材組織として公認され、国家体制に組み込まれた記者クラブ制度が始まった。記者クラブはだんだんと政府発表を政府の意向通りに報じる「御用クラブ」と化していき、東條内閣が倒れ、朝日新聞出身の緒方竹虎が国務大臣兼情報局総裁として小磯内閣に入閣し、新聞への検閲を緩めようとしたころには、検閲と自己規制で委縮した新聞には統制緩和を生かす力はもはや残っていなかった。戦時中の記者クラブに「黒潮会」があったが、日米開戦直後の1941年12月には当時は物資難にもかかわらず寿司や酒がふんだんにふるまわれ、また1942年2月のシンガポールの戦いの際は結果が出ていないにもかかわらず、既に「勝利」原稿が出来上がっていたという。

### 親睦組織としての再出発
戦争により記者クラブは発表を伝達する機関となり、記事の掲載については協定を結んで一定の日時に出す状態になった。戦後に日本を占領したGHQは、記者クラブにより取材の自由が阻害されるという弊害に対し是正するように度々に勧告。この中で報道の自由や取材の自由を自ら踏みにじる行為と強く非難した。ダニエル・インボデン（Daniel Carington Imboden）新聞課長は1949年9月には解散、又は改組すべきと強い勧告を出した。これを受けて新聞協会の編集委員会が出した四項目の改善案で、記者クラブは親睦、社交のための組織とされた。インボデンの承認を得て常任理事会に送られて決定。10月28日、全国の記者クラブへ送られた。 
戦後、GHQは記者クラブの解体を執拗にせまった。報道の自由や取材の自由を踏みにじる組織であるとして取材組織から世界一般の親睦団体への転換をせまった。これを受けて、1949年10月26日、 日本新聞協会は『記者クラブに関する方針』を作成した。記者クラブを「親睦社交を目的として組織するものとし取材上の問題にはいっさい関与せぬこと」と規定した。ジャパン・ロビーの圧力を受けてGHQは態度を軟化させ、公共機関に対しては記者室などの便宜供与をおこなうべきとする方針を取り、記者クラブは超法規的な措置として受け入れられた。1958年（昭和33年）には、記者室の使用を許可する大蔵省管財局長の通達が出た。

### 建前と実態の乖離
記者クラブは親睦団体の建前のもと、戦争中と同じように取材組織としての活動を続けていたが、報道協定を巡って建前と実態の乖離が表面化した。役所は報道協定などによって報道制限や取材制限をもとめた。対して親睦団体は報道の自由や取材の自由を旨とした。1960年代までは報道協定が発覚すると除名処分をおこなっていたが、こういった対立の末1970年以降、記者クラブの指揮権を公然と認めるようになった。1978年、日本新聞協会は記者クラブの目的について「親睦」に加えて「相互の啓発」を挙げた（1978年見解）。

### 外国人記者からの批判
しかし、平成時代に入ると記者クラブ体制は見直しをせまられた。1990年代、バブル景気により日本経済の国際的影響力が増大し、外国人記者の活動が活発化してくると日本国内でも記者クラブに対する疑問の声が強まった。
1992年、外務省の「霞クラブ」が外国人記者を正式会員として受け入れ、1993年に日本新聞協会は、外国報道機関の記者について「原則として正会員の資格でクラブへの加入を認めるべきである」との見解を発表した。
1995年には江藤隆美総務庁長官のオフレコ発言のリークが問題となり、翌1996年、新聞協会はオフレコ取材は重要な手段だが乱用すべきではなく「安易なオフレコ取材は厳に慎むべき」との見解を発表した。

### 特権廃止と開放の動き
1996年、鎌倉市は記者クラブに属さない報道機関にも記者室と記者会見を開放した（ただし企業の広報誌、宗教団体の機関誌、政党機関誌は対象外）。
こういった流れのなかで、記者クラブの既得権益は、親睦団体という建前では維持しにくくなった。1997年、日本新聞協会は記者クラブを「公的機関が保有する情報へのアクセスを容易にする『取材のための拠点』」と改めた（1997年見解）。
2001年、長野県が田中康夫知事（当時）のもと、脱・記者クラブ宣言を行い特権廃止の動きは県レベルまで拡大した。
2002年、新聞協会は、記者クラブは「取材・報道のための自主的な組織」であるとの見解を出した。日本新聞協会は2003年12月10日にも「記者クラブ制度廃止にかかわるEU優先提案に対する見解」を出して抵抗していた。記者クラブの閉鎖性・排他性・便宜供与は揺るがなかった。2009年、政権交代が起きて以降、記者会見オープン化が徐々に行われた。
2005年3月24日、ライブドアがインターネットメディアとして初めて気象庁記者クラブに加盟を申請。しかし、2006年3月15日、前社長・堀江貴文が証券取引法違反で起訴されたことを理由に申請を出席者の全会一致で却下。
2005年7月9日、フリージャーナリスト（ルポライター）寺澤有と船川輝樹週刊現代副編集長が、警察庁とその記者クラブ加盟社15社を相手どり、警察庁庁舎内で行われる記者会見などに出席し質問することを妨害してはならないとの仮処分申請を東京地方裁判所、東京高等裁判所に申し立てるが棄却。最高裁判所に特別抗告している。
2010年3月4日、日本新聞労働組合連合（新聞労連）が記者クラブの全面開放をもとめる声明を発表。

### 性格規定の変遷
- 大正から昭和10年代、「取材の自由を獲得する戦いの前線基地」[31]
- 1949年9月、GHQの警告
- 1949年10月28日、親睦機関 - 「記者クラブに関する編集委員会の方針」（49年方針）
- 1978年、親睦機関かつ若干の調整的役割 - 「記者クラブに関する日本新聞協会編集委員会の見解」（78年見解）

## 記者クラブの利点と弊害
ここでは日本における記者クラブに対して挙げられている利点と弊害を記述し、あるものについては事例を示す。

### 利点

#### 加盟ニュース・メディアにとって
- 情報発表に消極的な公的機関に記者クラブが記者会見を求めて実現させてきたという歴史がある[31]。
- 「言論・報道の自由」と、国民の知る権利のために培われてきたシステムである[注 2]。
- 公権力や政治家の取材拒否や差別に、個人ではなく団体として当たれる[16]。
- 情報公開の推進拠点[40]。
- 公的機関がもつ第一次情報に密着取材して報道できる[53]。
- 記者クラブ主催の記者会見は、クラブのペースで取材できる[16]。
- 無駄な競争が省ける。取材活動がスムーズにできる[16]。
- 研究会、見学会、勉強会など、単独ではむずかしい活動が可能になる[16]。
- 日本・ガボン・ジンバブエ[注 3]における記者クラブ制度は、例えばルワンダあるいはブルンジのようなアフリカの中進国と比較すればはるかに立ち遅れた制度であるが、エリトリア[54]あるいは北朝鮮[55]に比べると先進的な制度である。

#### ニュース・ソースにとって
- 国民への積極的な情報開示と説明責任を果たす上で役立つ[注 2]。
- 効率的な発表ができ、手間が省ける。記者会見もスムーズに運営できる[16]。
- 公的組織と国民をつなぐ「コミュニケーションの回路」「情報ネットワーク」「国家の情報をプールするダム」としての役割を担っており、膨大な情報を蓄積、整理、報道する。記者クラブを廃止すれば、日本の情報システムが麻痺するだろう[56]。
- 記者クラブが廃止されれば、記者会見が開放されなかった場合、情報を出し渋る権力側を牽制する存在が失われ、国民の知る権利が損なわれる恐れがある［例えば、記者クラブがない労働基準監督署では、情報発信がほとんどない[57]（労働基準監督署が、厚生労働省〈記者クラブが存在する〉の下位組織であることは、日本では報道のタブーとされている）］

### 弊害
- 情報カルテルとして、加盟報道機関が非加盟の組織やジャーナリストを排除する[58]。
- 閉鎖性と排他性。排他性はニュース・ソースの独占取材を助長する可能性がある[16]。
- 常駐、常時取材が前提となっており、これが可能な報道機関は限られる[31]。
- 首相や外相の外遊の際でも、記者クラブ主催の記者会見が開かれ、現地や海外のメディア、ジャーナリストは参加が制限される。結果、外遊での情報発信は、国内向けに制限される[59]。
- 独自の取材活動が阻害される可能性がある[16]。
- 取材対象と癒着、一体化して、場合によっては「番記者」「ご注進」などの現象も起きている[58]。
- クラブの配置が固定化してしまい、時代のニーズにあわせた報道がしにくくなる。たとえば、労働事件が増えているのに労働基準監督署に記者クラブを置く動きが見られない[60]。

#### 発表報道と情報操作

##### 情報操作を目的とした金銭授受
- 1921年にガス会社がガスの値上げの承認のために、当時の東京市会の市議に贈賄工作を行ったが、その際、市役所や警視庁の記者クラブに詰めていた新聞記者にも贈賄工作が行われていたことが発覚し、世論から糾弾された（東京ガス疑獄事件[61]）。

##### 発表報道の横行
- 池田信夫によると、警察記者クラブに多数の記者を常駐させることが日本の報道を犯罪報道中心にしているのではないかという[62]。
- フリージャーナリストの魚住昭は「官庁の集めた二次、三次情報をいかに早く取るかが仕事の7、8割を占めてしまうと、実際に世の中で起きていることを察知する感覚が鈍る。役人の論理が知らず知らず自分の中に入り込み『統治される側からの発想』がしにくくなる。自分はそうではないと思っていたが、フリーとなって5年、徐々に実感するようになった[63]」と述べている。
- 衆議院議員の河野太郎は（日本では）記者が政治家から食事をご馳走になるのは当たり前、政治家が外遊する際には同じホテルに泊まり「政治家と記者はよいお友達」になることがメディアでは「良い記者」とされている現状を指摘している[58]。
- ニューヨーク・タイムズ東京支局長のファクラーは、「記者クラブは官僚機構と一体となり、その意向を無批判に伝え、国民をコントロールする役割を担ってきた。記者クラブと権力との馴れ合いが生まれており、その最大の被害者は日本の民主主義と日本国民である。」と述べている[59]。
- 主要メディアが報じる捜査情報について、「検察が記者クラブを通じておこなう『リーク』に依存している」と指摘されることがある[64][65][66]。また、検察側は自己に不都合と考えられる報道をおこなった加盟報道機関に対しては検察関連施設への「出入り禁止」措置を取ることがある[65]。西松建設事件に際しては、一部の加盟報道機関が西松建設から献金を受け取った政治家の1人である二階俊博の件についての記事を掲載したことに対し、取材拒否および東京地方検察庁への3週間の出入り禁止措置を取った[67][65]。この一件以後、加盟報道機関は検察および自民党に有利な報道をおこなうようになったといわれる[65]。また、検察は記者クラブに加盟していない報道機関による取材を拒否している[67]。
- 財務省・日銀の増税やむなしの風潮に主要メディアが加担している要因という批判がある[68]。

#### 自主規制

##### 記者自身による自主規制
- 1974年に『文藝春秋』が報じた「田中金脈問題[69]」の場合、当時、この疑惑は以前から記者クラブ内では知られていた話にもかかわらず、ほとんどのマスコミが文藝春秋が記事化するまでこれを黙殺していた。
- 1999年、東京高等検察庁検事長である則定衛の女性問題を調査していた最高検察庁次長検事が、法務省内で複数の記者に対し「確かに浮気はあったかもしれないが、みんなそういうことを活力にしているんだ。この建物（法務省）の中の半分以上の検事はそう思っている」と発言。しかしこの発言はすぐには報道されず、2日後の紙面で『朝日新聞』と『西日本新聞』が記事にした。これを受けて他の新聞やテレビが報道した。朝日新聞、西日本新聞とも司法記者クラブに加盟している[70]。
- 記者クラブに加盟している記者は、別会社の記者同士であるにもかかわらず、取材メモを見せ合う「メモ合わせ」を行っているといわれる[21]。
- 2011年、2012年に首都圏で多発した原子力発電所反対デモのうち、いくつかは国会議事堂前、首相官邸前で行われ、参加者が数万人に達したこともあったが、議事堂や官邸に常駐していた記者クラブの記者たちは横並びに黙殺して報道しなかった。また、フリージャーナリストが取材のために記者クラブが利用している国会記者会館の利用を申請したところ、既得権を理由に拒否され、フリージャーナリストという「身分」を蔑視さえされた[71]。
- 上記の上杉隆は、「記者クラブの記者たちは2011年の福島第一原子力発電所事故に際し、公式発表を書き写すだけでろくに質問もしないだけではなく、（当局に都合が悪い）質問をしようとしたフリージャーナリストたちを野次って黙らせようとさえした」逸話を紹介している[72]。さらに「既存のテレビ・新聞は、全く質問もしません。東京電力という、電事連のいわゆるスポンサーに気を遣って何一つ質問しないで、結果として半ば大本営発表のように、情報を出てくるのを止める、防衛するような状況です」「なんと2週間、私が質問するまで「プルトニウム」と言う単語を記者会見で訊いた記者は一人もいませんでした」と指摘した[73]。しかし朝日新聞記者の奥山俊宏は、プルトニウムについて上杉が質問するより先に、朝日新聞経済部の記者が3月22日深夜の記者会見で「プルトニウムの測定はする必要はないんですか？」「定量的にデータを測定して説明するべきではないんですか？」と執拗に質問したと指摘している[74]。東電の会見では大手メディアも含め、記者の厳しい質問ややりとりが続いていたことを、会見に自ら連日出ていた奥山が書籍にまとめ出版している（しかし、野次って黙らせようとしたことに関する記述はない）[75]。

#### 情報源への肩入れ

##### 積極的加担
- 2000年6月25日、首相官邸敷地内にある記者クラブ「内閣記者会」で『明日の記者会見についての私見』と題するメモが落ちているのが見つかった。このメモは2000年5月26日に行われた当時の首相・森喜朗の神の国発言の釈明会見で、記者側の追及をかわす方策を記した首相宛ての「指南書」とみられた。またこの問題をめぐっては主要週刊誌がその指南書を書いたメディア（NHK）を実名で取り上げたにもかかわらず内閣記者会側はこの問題の真相究明には消極的だった。この指南書はNHKが記事出稿に使用する「5300」と呼ばれる端末内にある「連絡メール」の印刷様式と同じであった。また、NHKでしか使わない「民放」という表記があった[76][77]。
- 2005年11月8日、放火事件で逮捕されたNHK大津放送局の記者が所属していた滋賀県警記者クラブを滋賀県警が家宅捜索した。しかし、情報源の秘匿が脅かされるとして危惧する意見も出た[78]。

## 憲法との関連
記者クラブ制度は、厳密には憲法違反である。しかし違反しないという見解もある。

## 記者クラブ制度見直しの動き
多くの批判を受け1990年代から記者クラブの見直しが始まり、以降30年間にわたりその進展の是非についての検討の場の設置の有無の是非を論点として開示すべきかの議論の開始時期の検討がなされ続けている。

### 首相官邸
2010年3月26日、内閣総理大臣の鳩山由紀夫は、記者クラブに属さない記者を記者会見に参加させた。

### 政党

#### 新生党
1994年、新生党代表幹事の小沢一郎が記者クラブ以外の雑誌社記者も会見に参加できるという当時では画期的な試みを行ったが、小沢とメディアとの対立などもあって途中で挫折に追い込まれた。

#### 民主党
2002年、民主党幹事長の岡田克也がスポーツ紙や週刊誌や日本国外報道機関などのあらゆるメディアが会見に参加できる方式を導入した。それまでは野党クラブ以外のメディアが会見に参加することができなかった。

#### 自由民主党
2009年10月14日、自由民主党総裁・谷垣禎一は定例記者会見を、自民党の記者クラブである平河クラブ以外の日本国内外のあらゆるメディアやフリーランスの記者・カメラマンにも開放した。ただし、最初の質問権は平河クラブのみで、平河クラブの質問が一通りした後に、平河クラブ加盟社以外のフリーランスの記者も含めて質問出来る様になっている。会見所開放当初は熟慮したものではなかった。

### 中央官庁
2004年3月30日、外務省は中央官庁・都道府県庁・警察などに対し、日本国外メディアの記者を会見に参加させるよう依頼する文書を発送した。
2009年9月16日、鳩山由紀夫内閣が成立した。外務省を皮切りに「記者会見のオープン化」が行われた。ネットメディアやフリーランス記者などが記者会見に出席し、質問できるようになった。
2010年（平成22年）4月現在、外務省や金融庁、法務省、総務省、内閣府の一部（行政刷新会議など）、環境省、首相官邸など14府省で行われている。ただし、依然記者クラブが主催権を持ち、大臣がオープン化を記者クラブに申し出る、記者クラブ主催の記者会見とは別にオープンな記者会見を始めるなど、オープン化の方法や程度はさまざまで、大臣が主催権を持つ「フルオープン化」はまだ少ない。
鳩山内閣の閣僚による閣議後記者会見のオープン化度合いを調べるため、大学のウェブマガジン（早稲田大学大学院ジャーナリズム研究科の「Spork!」）の記者（大学院生）が参加出来るかを調べた記事によると、閣僚18人のうち7人の記者会見について、だれが主催者なのか、省庁と記者クラブで見解が一致していなかった。学生記者の参加は、18閣僚のうち13人について「報道の対価として収入を得ている職業報道人にあたらない」などの理由で拒否された。認められた5閣僚については、いずれも記者クラブが主催を主張する記者会見だった。

### 地方公共団体
1996年4月、神奈川県鎌倉市は全国紙や地元紙の神奈川新聞など6社でつくる「鎌倉記者会」に市役所内の記者室を使わせるのを止め、その場所を市に登録した全ての報道機関が利用できる「広報メディアセンター」として開放した。当時の市長・竹内謙（元朝日新聞編集委員、元インターネット新聞JANJAN代表）の「一部の報道機関でつくる記者クラブが、税金で賄う市の施設を独占するのはおかしい」という考えによるものであった。
2001年5月15日、長野県知事の田中康夫は「脱・記者クラブ宣言」を発表し、記者クラブから記者室と記者会見の主催権を返上させた。
2001年6月8日、東京都は、都庁内の鍛冶橋・有楽記者クラブに対し、同年10月からクラブ及びスペースの使用料を支払うよう申し入れたが、後にこれを撤回し、光熱・水費と内線電話代に限って徴収することになった。また、石原慎太郎東京都知事は週刊誌や外国報道機関が会見に参加できないことについて疑問を呈している。
2006年3月14日、北海道は厳しい財政状況等を踏まえ新年度から「道政記者クラブ」に対し、光熱費・水道料金等約250万円の支払いを求めることを決めた。
2007年5月11日、東国原英夫宮崎県知事は定例記者会見で、「記者クラブという存在は、先進国では日本だけ」であると述べた上で、現行の県政記者クラブの在り方を見直すべきとの問題提起を行った。この直後、読売新聞など一部メディアでは否定的見解を表明した。

### 業界・経済団体
1993年6月、東京証券取引所記者クラブである「兜倶楽部」はこれまで加盟資格は日本の報道機関に限られていた規約を改正して、新たに「日本新聞協会加盟社に準ずる報道業務を営む外国報道機関」と付記し、事実上、日本国外報道機関にも門戸を開放した。
1999年3月、経団連機械クラブが廃止。この記者クラブは電機、造船、半導体、自動車など取材拠点として運営されていたが、家主の経団連側が退去を要求。報道側と発表主体企業側とでクラブ存続の方策が議論されたが、打開策が見つからないままクラブは消滅した。
この背景には、電機メーカー側はオープンな記者会見を行い、ニュースリリースもメールを利用していたので、クラブを使うメリットが少なかったからと言われている。一方、自動車業界はクラブを存続させるため、日本自動車工業会の中に「自動車産業記者会」を設置したが、朝日、読売、毎日、日経が参加を拒否し、事実上、記者クラブとして機能していない。
1999年7月、日本電信電話 (NTT) の記者クラブ「葵クラブ」がNTTの再編に伴って廃止。葵クラブについてはかねてから一民間企業に記者クラブがあったことについての問題が指摘されていたが、NTT再編を機に報道各社で作る経済部長会が葵クラブを記者クラブとして認めないことで一致。一方、NTT側もクラブ加盟社以外の雑誌や日本国外メディアに記者室を開放する狙いからクラブの廃止を受け入れた。

## 記者証制度
日本以外の国でもジャーナリストを名乗れば誰もが自由に取材できる訳ではない。これは特に保安上の理由である。例えば、事前審査を行い、記者証を発行するなどの手続きが必要である。ただし、審査によって報道機関に所属していることが確認され、保安上の問題なしとされた場合は記者証が自動的に発行されるのが原則である。記者証を持っていれば、少なくとも公的機関の記者会見には出席できる。上杉隆は政府自らが記者の身分を確認しない現状の方が危険だと指摘している。
日本以外の国では審査や登録の制度は窓口が1つで、いったん、記者と認められれば自由に取材することができる。日本のように、全国津々浦々に私的なクラブが乱立し、1つの記者クラブで記者と認められても、他の記者クラブでは認められないということはない。また、審査や登録には公的機関が関わっていることが多く、法律の枠内で運用されている。
アメリカ合衆国では、最近ではインターネットのブログでニュース報道を配信しているブロガーに記者証を発行し、話題になった。ウェブ上でニュース報道を配信しホワイトハウスから記者証を発行されていた保守系ニュースサイトの記者が違法ポルノサイトを運営、違法取引を行っていたことが発覚しセキュリティーチェックの不十分さが指摘された。
フランスでは、ジャーナリストであれば「プレスカード」が発行されるが、この発行を受ける場合はメディアの関係者とジャーナリストで作られている「プレスカード委員会」の審査を受けなければならない。また、この「プレスカード」によって大統領府（エリゼ宮殿）や各省庁の記者会見に参加することができる。
政府首脳の取材は保安上の理由で身元や身辺の調査などがある。ホワイトハウスでは「記者証」を発行してもらうためには厳重なセキュリティーチェックを受けなければならず、また発行されるまでに数ヶ月程度時間がかかることもある。政府首脳とメディアの距離が非常に近いといわれていた北欧諸国でも、2001年9月11日のアメリカ同時多発テロ事件以降は制限されるようになった。
日本新聞協会は2004年から、外国人記者に限って「記者証」制度を認めつつある。しかし、末端の記者クラブがそれを認めるかどうか保証はない。

## 日本以外の例

### 記者団
上杉隆はその著書『記者クラブ崩壊』で、現在、記者クラブは日本とガボン、ジンバブエにしか存在しないとしているが、アメリカのホワイトハウスや連邦政府の官庁にも記者クラブのようなものがあるという担当記者の指摘がある。ジンバブエでは政府の情報メディア委員会への登録が義務化されているという報道があった。

### アメリカの「記者クラブ」
アメリカ合衆国にもホワイトハウス 、連邦政府の官庁、国連本部などに大手メディア記者からなる記者団体がある。大手メディア記者は記者室の提供や優先的な取材機会などの便宜供与を受けている。
アメリカのホワイトハウス、国務省、ペンタゴン、連邦議会詰めの記者の団体の間では、ニューヨーク・タイムズやワシントン・ポストなど有力メディア記者が当局者から特別な便宜を受け、独占インタビューや特ダネを与えられている。ホワイトハウスのブリーフィング・ルームの60ある椅子は会社の名前が貼り付けてあり、最前列は通信社と大手テレビ、後方になるほど影響力の小さいメディアに割り振られる。大統領や国務長官の同行取材の飛行機内の席順も同様である。
アメリカの記者クラブは常駐メディア各社のブースや机はあるが、日本の記者クラブのような休憩用のソファや冷蔵庫はなく、記者クラブに所属していないフリーランス記者を日本のような風習で排除するということはない。代表取材のやり方などを調整することはあるが、取材上の取り決めや各社の協定を結ぶことはない。